# Naçer Bouiche
Naçer Bouiche (Algeri, 16 maggio 1963) è un ex calciatore algerino, di ruolo attaccante.

## Carriera

### Club
Ha giocato nel massimo campionato algerino, ungherese, francese e qatariota.

### Nazionale
Con la maglia della Nazionale ha vinto la Coppa d'Africa 1990.

## Palmarès

### Nazionale
- Coppa d'Africa: 1

Algeria 1990